# Pinewood (Karolina Południowa)
Pinewood – miasto w Stanach Zjednoczonych, w stanie Karolina Południowa, w hrabstwie Sumter.